# Acamènides
Acamènides (en grec antic Ἀχαιμενίδης), fill d'Adamastos d'Ítaca, va ser un company d'Ulisses, que es va quedar a Sicília quan Ulisses va fugir precipitadament dels Ciclops mentre llençaven roques contra les seves naus, excitats per Polifem. Ulisses s'oblidà de pujar-lo a bord. Acamènides va aconseguir sobreviure amagat, i temps més tard, va ser trobat per Eneas. Va portar els troians a les ciutats de la costa oest de l'illa i Eneas el va portar a Itàlia.
Acamènides no s'esmenta en Homer i tampoc en la mitologia grega. El personatge va ser inventat per Virgili, per a demostrar demostrar la generositat d'Enees, que va recollir un dels seus antics enemics.
Dante Alighieri parla del destí d'Acamènides en la seva quarta ègloga.